# Феодосий (митрополит Белгородский)
Митропролит Феодосий (ум. 20 августа 1671) — епископ Русской православной церкви, митрополит Белгородский и Обоянский.

## Биография
По происхождению серб. Был избран митрополитом Вршацким и Себешким.
Впервые упоминается в 1662 году, когда пожертвовал Поучительные письма Ефрема Сирина монахам «в
монастир Лепавинскїй во храм воведенїе въ землю Вретанискую» и поставил подпись.
В 1663 году приезжал из Сербии в Россию за милостынею.
В 1665 году вторично прибыл и навсегда остался в России. Митрополит Феодосий пользовался особым расположением царя Алексея Михайловича за свои добродетели. Во время вторичного приезда в Россию он жил в Москве при Архангельском соборе, именуясь митрополитом Сербским и Архангельским, и отправлял богослужение в Архангельском соборе «по родителях царских у царских гробов».
Присутствовал на Большом Московском Соборе 1666—1667 годов и был переводчиком у восточных патриархов: Александрийского Паисия и Антиохийского Макария, участвовавших в работе Собора.
17 мая 1667 года назначен митрополитом на вновь открытую Белгородскую митрополию. В Белгород прибыл 8 октября 1667 года.
Его управление епархией совпало с тревожными событиями в Малороссии, вызванными униатской смутой (см. Брестская уния и Борьба униатов и православных). Белгородская паства всё время находилась на военном положении.
Как постоянный заступник обиженных и ходатай за них перед властями, митрополит Феодосий был любим паствой. Он получал щедрые подарки и от царского престола и всего населения Белгородского края.
Свидетельством его архипастырской деятельности на Белгородской кафедре осталось его Окружное послание к своей пастве. В ночь с 19 на 20 августа 1671 года митрополит Феодосий скончался.